# Війдумяе
Війдумяе (ест. Viidumäe looduskaitseala) — природний заповідник в  Естонії, на острові Сааремаа.
Загальна площа — 2 611,1 га.
Заповідник утворений 11 липня 1957 року.
Заповідник охоплює найбільш підняту околицю Західно-Сааремааської височини. Рельєф представлений плато (у західній частині Сааремааської височини) і рівниною, яка крутим уступом розташована нижче плато і має давні берегові утворення.
Флора заповідника досить багата — налічується 683 види рослин. Тут ростуть вікові соснові бори з домішкою дуба, вересові ліси, брусниці, вільхові болота. Зустрічаються ендемічні та рідкісні види: дзвінець ізіленський (Rhinanthus osiliensis), горобина круглолиста (Sorbus aria).
У складі фауни тут мешкають понад 30 видів ссавців, зокрема, (сарна європейська, вивірка, борсук); 200 видів птахів (щеврик лісовий, зяблик, жайворонок лісовий); 4 — плазунів; 5 — земноводних.
Заповідник активно відвідують туристи.